# Deltshevia taftanensis
Espèce
Deltshevia taftanensis est une espèce d'araignées aranéomorphes de la famille des Hersiliidae.

## Distribution
Cette espèce est endémique de la province du Sistan-et-Baloutchistan en Iran,. Elle se rencontre vers Khach.

## Description
La femelle holotype mesure 4,34 mm.

## Étymologie
Son nom d'espèce, composé de taftan et du suffixe latin -ensis, « qui vit dans, qui habite », lui a été donné en référence au lieu de sa découverte, le Taftan.

## Publication originale
- Zamani & Marusik, 2021 : « New taxa of six families of spiders (Arachnida: Araneae) from Iran. » Zoology in the Middle East, vol. 67, no 1, p. 81-91.